# 김진일
김진일(한국 한자: 金鎭一, 1985년 10월 26일 ~ )은 대한민국의 전직 축구 선수이다. 현역 시절 포지션은 미드필더였다.

## 선수 경력
김진일은 마산공업고등학교 졸업 후 2004년에 포항 스틸러스에 입단하면서 선수 경력을 시작하였으나, 두 시즌 동안 FA컵 1경기만 출장하는 데에 그쳤다.
2006년, 내셔널리그의 부산교통공사 축구단으로 이적하였다. 2008년에는 리그 18골로 미포조선의 김영후의 뒤에 이어 득점 2위, 팀내 득점 1위를 기록하였다. 이와 같은 활약을 통해 2008시즌 내셔널리그 베스트 11에 선정되었다.
2009년에 최순호 감독에게 발탁되어 강원 FC로 이적하였다. 그는 2009년 3월 14일 FC 서울과의 원정경기에서 강원 데뷔골을 기록하였다. 이 무렵 허정무 당시 대표팀 감독의 레이더망에 포착되어 대표팀 발탁여부까지 거론되었으나, 고질적인 무릎부상이 재발되면서 무산되었다.
이후 고양 국민은행을 거쳐 양주 시민축구단에 입단했다가, 2013년 화성 FC로 이적하였다. 챌린저스리그에서 군대체 복무 선수로 뛰었던 그는 2014년 부산교통공사로 다시 돌아와 재기를 꿈꿨지만 이렇다 할 기회를 잡지 못하고 이른 나이에 은퇴하였다.

## 클럽 통계
2009년 4월 11일 기준
| 클럽     | 클럽                | 클럽       | 리그 | 리그 | 컵            | 컵            | 리그컵 | 리그컵 | 총계 | 총계 |
| 시즌     | 클럽                | 리그       | 출장 | 득점 | 출장          | 득점          | 출장   | 득점   | 출장 | 득점 |
| 대한민국 | 대한민국            | 대한민국   | 리그 | 리그 | 대한민국 FA컵 | 대한민국 FA컵 | 리그컵 | 리그컵 | 합계 | 합계 |
| -------- | ------------------- | ---------- | ---- | ---- | ------------- | ------------- | ------ | ------ | ---- | ---- |
| 2004     | 포항스틸러스        | K-리그     | 0    | 0    | 1             | 0             | 0      | 0      | 1    | 0    |
| 2005     | 포항스틸러스        | K-리그     | 0    | 0    | 0             | 0             | 0      | 0      | 0    | 0    |
| 2006     | 부산교통공사 축구단 | 내셔널리그 | 18   | 4    |               |               | -      | -      |      |      |
| 2007     | 부산교통공사 축구단 | 내셔널리그 | 21   | 8    | 1             | 0             | -      | -      | 22   | 8    |
| 2008     | 부산교통공사 축구단 | 내셔널리그 | 24   | 18   | 1             | 0             | -      | -      | 25   | 18   |
| 2009     | 강원 FC             | K-리그     | 5    | 1    | 0             | 0             | 0      | 0      | 5    | 1    |
| 총 계    | 총 계               | 총 계      | 68   | 31   | 3             | 0             | 0      | 0      | 71   | 31   |

## 수상

### 클럽
부산교통공사 축구단
- 대통령배 전국축구대회 우승 1회 (2006)

### 개인
- 내셔널리그 베스트 11: 2008